# Grand Prix Hassan II 1994
Il Grand Prix Hassan II 1994  è stato un torneo di tennis giocato sulla terra rossa.
È stata la 10ª edizione del Grand Prix Hassan II,
che fa parte della categoria World Series nell'ambito dell'ATP Tour 1994.
Si è giocato al Complexe Al Amal di Casablanca in Marocco, dal 14 al 21 marzo 1994.

## Campioni

### Singolare
Renzo Furlan ha battuto in finale  Karim Alami con il punteggio di 6–2, 6–2

### Doppio
David Adams /  Menno Oosting hanno battuto in finale  Cristian Brandi /  Federico Mordegan con il punteggio di 6–3, 6–4